# 吉田茂 (内務官僚)
吉田 茂（よしだ しげる、1885年〈明治18年〉9月2日 - 1954年〈昭和29年〉12月9日）は、昭和時代の内務官僚、政治家。貴族院議員。
岡田内閣の内閣書記官長、米内内閣と小磯内閣で閣僚を務めた。「新官僚」。戦後、神社本庁設立に関わる。同時期に公職追放にあう。
同時代の外務官僚で、戦後に内閣総理大臣を務めた吉田茂は同姓同名の別人。（#同姓同名参照）

## 経歴
大分県臼杵町海添（現在の臼杵市）生まれ。大分県士族・吉田亀次郎の長男。父親の亀次郎が二十三銀行（大分銀行の前進）に勤めた関係で大分に移り、ついで日本銀行に勤務する事になり、東京に移り住み、旧制東京府立第四中学校（現在の東京都立戸山高等学校）、第一高等学校を経て、1911年に東京帝国大学法科大学独法科を卒業。文官高等試験に合格。
内務省入省。1913年、石川県警視に任じ、三重県理事官、内務書記官兼明治神宮造営局書記官、東京市助役、復興局書記官同局整地部長、内務省神社局長兼造神宮副使、社会局長官、協調会常務理事、内務省社会局参与等を歴任。
1932年（昭和7年）の国維会結成時に参加。1935年、内閣調査局（のちの企画院）の初代長官。
岡田内閣では内閣書記官長に任命される。1937年、貴族院勅選議員に任命された。1935年、内閣書記官長から転じて初代内閣調査局長官に任命された。
米内内閣では内務省から分離されてから間もない厚生大臣を務め、東條英機内閣では福岡県知事、小磯内閣では軍需大臣を務めて、戦争遂行に深く関与した。
1946年に公職追放を受け、7年後の1953年に復帰して神社本庁事務総長を務めたが、間もなく没している。

## 人物

### 同姓同名
内務省の吉田茂本人によれば、第一高等学校にまだ在籍していたころ、私立探偵が、すでに外交官試験に合格して外務省に入省していた方の吉田茂と間違えて身辺調査に来たのが、同姓同名で間違えられた話の始まりだという。
近衛文麿は、二・二六事件によって岡田啓介総理大臣が辞任した後、自らの総理大臣就任を辞退し、代わりに外務大臣の廣田弘毅を次の首相に考えていた。そのため廣田を口説くために外務省の吉田茂とともに就任を要請しようとして、秘書を吉田の所へ行かせたが、その秘書は前書記官長のほうの吉田茂のもとへ行ってしまった。
内務省の吉田が米内内閣の厚生大臣に就任した際に、間違ってお祝いを贈られた外務省の吉田は激怒したという。後に二人の間で取り決めを行い、間違って贈られたものでも生ものなど送り直す時間がないものに関しては、届けられたほうのものにしてしまってよいという約束を交わしている。
外務省の吉田が「大磯の吉田」と呼ばれるのに対し、内務省の吉田は目白に邸宅があったため、「目白の吉田」と呼ばれた。
濱口内閣のころ、外務省の吉田が外務次官、内務省の吉田が社会局長官で同席する機会が多かったため、2人の共通の友人から「間違えて仕方がないから君たちどっちか名前だけでも改めたらどうだ」と提案された。この際、内務省の吉田は「僕は生まれ落ちてから今に至る迄、終始一貫吉田茂で来ている。向うの吉田君は元は竹内の姓を名乗っていたじゃないか。こと『吉田茂』に関する限り僕の方が先輩だ。改名の件は向うへ行って話してくれ。僕はいやだ」と一蹴したという。
また戦後になって外務省の吉田が総理大臣になった際にも「内務省の吉田はいつの間にアメリカ人と仲よくなったのか？」といぶかしむ者が居たという。
戦後、内務省の吉田は公職追放になったが、外務大臣となったもう一人の吉田に新しい時代の神道のあり方についてGHQと交渉に当たるよう、頼まれた。そのため内務省の吉田は私人の立場でGHQと交渉することになる。
なお、偶然ながらどちらの吉田茂にも和子という娘がいる（前記山家和子と麻生太郎の母の麻生和子）。この2人は結婚前「父娘揃って同姓同名」だったことになる。

### 人柄
1926年、家督を相続。宗教は仏教。

## 栄典
- 1930年（昭和5年）12月5日 - 帝都復興記念章[12]
- 1940年（昭和15年）8月15日 - 紀元二千六百年祝典記念章[13]

## 家族・親族
吉田家
- 父・亀次郎（大分士族）[5]
- 母（大分、五郡次郎八の三女）[5]
- 妻[5]
- 女・和子[5]（母親運動を進めた人物で元豊島区議会議員）
- 二男[5]
- 三男[5]

親戚
- 姉の夫・広瀬為久（衆議院議員）[6]